# Work (singel Jimmy Eat World)
Work jest piosenką Jimmy Eat World z albumu Futures. Jest jednocześnie drugim singlem z tego albumu. Tylne wokale do tej piosenki wykonywał Liz Phair.

## Lista utworów
1. "Work" (Album Version) – 3:23
2. "Drugs Or Me" (Styrofoam Remix) – 5:17
3. "Work" (Acoustic Version) – 3:20
4. "Work" (Video)

## Teledysk
Teledysk do Work został nakręcony w West High School w Madison. Ukazuje on różnych maturzystów owej szkoły mówiących o swojej przyszłości i przeszłości, oraz o tym, jak chcą być wolni i wyjechać z małego miasteczka, a także ich normalne dni w szkole i to, co robią poza nią.